# Pseudocercospora stizolobii
Pseudocercospora stizolobii är en svampart som först beskrevs av Syd. & P. Syd., och fick sitt nu gällande namn av Deighton 1976. Pseudocercospora stizolobii ingår i släktet Pseudocercospora och familjen Mycosphaerellaceae.   Inga underarter finns listade i Catalogue of Life.